# 山颪

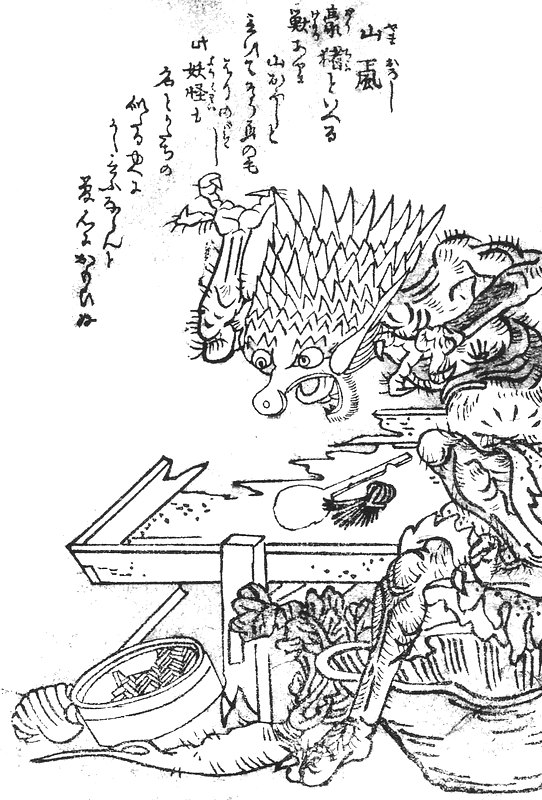
鳥山石燕『百器徒然袋』「山颪」

山颪（やまおろし）是鳥山石燕的妖怪畫集『百器徒然袋』中描繪的妖怪。

## 概要
有宛如磨泥器的頭部的人型妖怪，頭部有無數的突刺。根據『百器徒然袋』的解說文，是如同豪猪全身生刺的動物。
室町時代的『百鬼夜行繪卷』描繪的山荒狀的妖怪或生刺的妖怪，據說是石燕描繪山颪的靈感來源。
平成以後的妖怪相關文献，也解釋為磨泥器的付喪神或颪（下吹的風）的妖怪。

## 脚注
1. 1 2  高田衛監修 稲田篤信・田中直日編. . 国書刊行会. 1992: 320頁. ISBN 978-4-336-03386-4.
2. ↑  寺島良安. 島田勇雄・竹島純夫・樋口元巳訳注 , 编. . 東洋文庫 6. 平凡社. 1987: 69頁. ISBN 978-4-582-80466-9.
3. ↑  多田克己. . Truth in fantasy IV. 新紀元社. 1990: 303頁. ISBN 978-4-915146-44-2.
4. ↑  水木茂『決定版日本妖怪大全 妖怪・あの世・神様』 講談社（講談社文庫） 2014年 ISBN 978-4-06-277602-8 733頁

## 關連項目
- 沓頬
- 山荒